# Färgfällning
Färgfällning innebär att färgen på textilier och material förloras, vilket kan ske i både vått och torrt tillstånd. Färgfällning kan innebära att färgen överförs till en oönskad plats.
Färgfällning i vått tillstånd kan bero på antingen överskottsfärg i produkten eller blötläggning vid en lägre eller högre temperatur än produkten tål. Textilier som rekommenderas hög tvättemperatur (över 40 grader Celsius) kan fälla färg om de tvättas vid 40 grader. 
För att åtgärda färgfällning som överförts till en oönskad plats kan man försöka tvätta ur den skadade textilen i angiven temperatur ånyo innan den torkat. Vid stark färgfällning som satt sig på andra textilier kan i svårare fall enda lösningen vara att färga om textilierna helt och hållet med textilfärg.
Merparten textilier med starka färger är märkta med en rekommendation om separat tvättning de första gångerna – ehuru att tvätta enstaka plagg i hushållstvättmaskiner som regel innebär onödigt stor förbrukning av både vatten och energi då de sällan är konstruerade för att hantera så små tvättmängder.